# Helmut Wähmann
Heinrich Ernst Helmut Wähmann (* 10. Februar 1901 in Dresden; † 27. August 1964 in Berlin-Kladow) war ein deutscher SA- und SS-Führer.

## Leben und Wirken
Wähmann war der Sohn des Lehrers Hermann Friedrich Wähmann.
1920 trat Wähmann in das Reichswehr-Jägerbataillon 23 ein. 1921 beteiligte er sich mit verschiedenen Freikorps an der Niederschlagung der Aufstände in Mitteldeutschland und Oberschlesien.
1922 trat er erstmals in die NSDAP ein. Nachdem er von 1921 bis 1923 Volkswirtschaftslehre an der TH Dresden studiert hatte, arbeitete er von 1923 bis 1925 als Kaufmann in den Niederlanden. Anschließend studierte er von 1925 bis 1926 drei Semester Rechtswissenschaften in Berlin, ohne einen Abschluss zu erwerben. Von 1927 bis 1929 arbeitete er als Chefbuchhalter und Prokurist in Dresden und Berlin.
Zum 25. August 1930 schloss Wähmann sich erneut der NSDAP an (Mitgliedsnummer 312.843). Kurz danach, zum 30. September 1930, wurde er auch Mitglied der Schutzstaffel (Mitgliedsnummer 4988). Zum 5. April 1931 wechselte er in die Sturmabteilung (SA). In dieser wurde er zum 1. Februar 1932 zum Sturmbannführer, zum 9. September 1932 zum Standartenführer und zum 15. Februar 1934 zum SA-Brigadeführer befördert.
In den Jahren 1933 bis 1935 bekleidete Wähmann den Posten des Stabsführers beim Chef des Ausbildungswesens der SA. Zum 19. März 1935 wechselte er wieder in die SS, in der er den Rang eines SS-Oberführers erhielt. In dieser amtierte er in den folgenden Jahren vom 20. Juni 1935 bis zum 21. März 1938 als Stabsführer des SS-Oberabschnitts West mit Dienstsitz in Düsseldorf.
1938 wurde Wähmann wegen von ihm begangener Unterschlagungen mit Wirkung vom 21. März 1938 aus der SS ausgeschlossen. Außerdem wurde er zu einer einjährigen Haftstrafe verurteilt.
Wähmanns Nachlass wird heute im Bundesarchiv in Berlin aufbewahrt.